# رواندا ۱۶۳۸

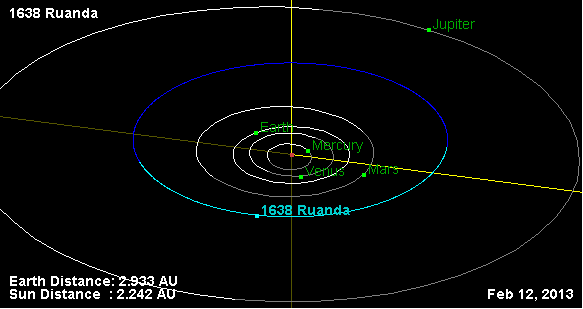
مکان قرارگیری سیارک رواندا در فضا

سیارک ۱۶۳۸ (به انگلیسی: 1638 Ruanda، نامگذاری:1935JF) هزار و ششصد و سی و هشتمین سیارک کشف شده‌است که در ۳ مه ۱۹۳۵ کشف شد.
قدر مطلق سیارک برابر ۱۱٫۵۰ است.